# Ha Ji-won
Jeon Hae-rim (hangul: 전해림; rr: Jeon Hae-rim; nascida em 28 de junho de 1978), mais conhecida pelo nome artístico Ha Ji-won (hangul: 하지원; rr: Ha Ji-won) é uma atriz sul-coreana. Ela é mais conhecida pelos dramas históricos Damo (2003), Hwang Jini (2006) e Empress Ki (2013), além do melodrama Something Happened in Bali (2004), os dramas de comédia romântica Secret Garden (2010), The King 2 Hearts (2012) e o drama médico Hospital Ship (2017).
Ha atuou em diversos filmes e séries de televisão e é uma das atrizes mais populares e aclamadas pela crítica da Coreia do Sul, particularmente conhecida por sua versatilidade em desempenhar papéis em vários gêneros, como ação, comédia, horror, drama, esportes e medicina.

## Biografia

### Primeiros anos e educação
Jeon Hae-rim nasceu em 28 de junho de 1978, em Seul, Coreia do Sul. Desde a infância, ela possuía o intuito de se tornar atriz, quando estava no último ano do ensino médio, uma agência a contactou depois de ver uma foto sua em um estúdio de fotografia. Mais tarde, ingressou na Universidade Dankook e se formou Bacharel em Cinema e Televisão, durante esse período, ela realizou testes de atuação para mais de cem projetos, porém não conseguiu nenhum papel. Antes de conseguir estrear como atriz, ela passou a utilizar o nome artístico Ha Ji-won, devido este ser o nome do primeiro amor de seu gerente na época e declarou que havia achado o nome "bonito e ousado".

## Carreira

### 1996–2001: Estreia na televisão e cinema
Ha Ji-won fez sua estreia na televisão aos dezoito anos, através do drama adolescente New Generation Report: Adults Don't Understand Us de 1996. Ela continuou interpretando papéis coadjuvantes em dramas televisivos como Dragon's Tears e Dangerous Lullaby em 1998 e 1999, respectivamente. Mas foi através do drama escolar popular High School 2 (1999), no qual ela desempenhou o papel de uma adolescente problemática, que começou a conquistar reconhecimento como atriz.
Em 2000, Ha estreou no cinema através do filme de suspense Truth Game, onde foi escolhida para integrar o elenco, após testes com 1.500 candidatas em potencial. Por sua interpretação de uma personagem bipolar, Ha recebeu os prêmios de Melhor Atriz Revelação pelo Grand Bell Awards e Busan Film Critics Awards. No mesmo ano, ela estrelou o filme de terror Nightmare, e o romance de ficção científica Ditto, que lhe rendeu o prêmio de Melhor Atriz Coadjuvante no Blue Dragon Film Awards. Mais tarde, Ha se reuniu com a co-estrela de Ditto, Kim Ha-neul, no drama televisivo Secret, desempenhando um papel de antagonista. Sua atuação no drama lhe rendeu prêmios de Melhor Atriz Revelação no MBC Drama Awards e Baeksang Arts Awards.
Em 2001, Ha estrelou seu primeiro drama com Beautiful Life, onde desempenhou o papel da filha de um chaebol hoteleiro, que foi seguido por seu segundo principal em Days in the Sun.

### 2002–2009: Crescimento na popularidade e reconhecimento
Em 2002, Ha se reuniu com o diretor Ahn Byeong-ki no filme de terror, Phone. O filme foi um grande sucesso na Coreia do Sul e também na Itália, onde recebeu o título de "Princesa do Terror da Ásia". Após Phone, ela estrelou o filme inspirado no título estadunidense American Pie chamado Sex Is Zero. O filme tornou-se o quinto de maior bilheteria do ano de 2002, levando Ha a vencer o Prêmio de Popularidade no Baeksang Arts Awards.
Em 2003, Ha estrelou seu primeiro drama histórico, Damo, que se tornou popular entre os espectadores de 20 e 30 anos e um fenômeno cultural. O desempenho de Ha como uma detetive humilde recebeu elogios e lhe rendeu um prêmio no MBC Drama Awards. No ano seguinte, ela estrelou o melodrama  What Happened in Bali, que obteve altos índices de audiência e levou Ha ao reconhecimento lhe rendendo o prêmio de Melhor Atriz no Baeksang Arts Awards. Ha também estrelou dois filmes: o temático de ficção na internet, 100 Days with Mr. Arrogant e a comédia romântica, Love, So Divine. No entanto, ambos os filmes não obtiveram muito êxito de público. Ha, em seguida, desempenhou o papel de protagonista feminina em Daddy-Long-Legs, que foi inspirado no romance de mesmo título escrito por Jean Webster. Ela também estrelou o filme de artes marciais Duelist e venceu o Prêmio de Popularidade no Blue Dragon Awards.
Em 2006, Ha estrelou Hwang Jini, um drama histórico baseado na história de vida da famosa gisaeng Hwang Jini. O drama obteve um enorme sucesso de audiência, dando origem a diversos projetos com tema de gisaeng - musicais, dramas televisivos, filmes e até desenhos animados. A atuação de Ha venceu o Grande Prêmio (Daesang) no KBS Drama Awards do mesmo ano.

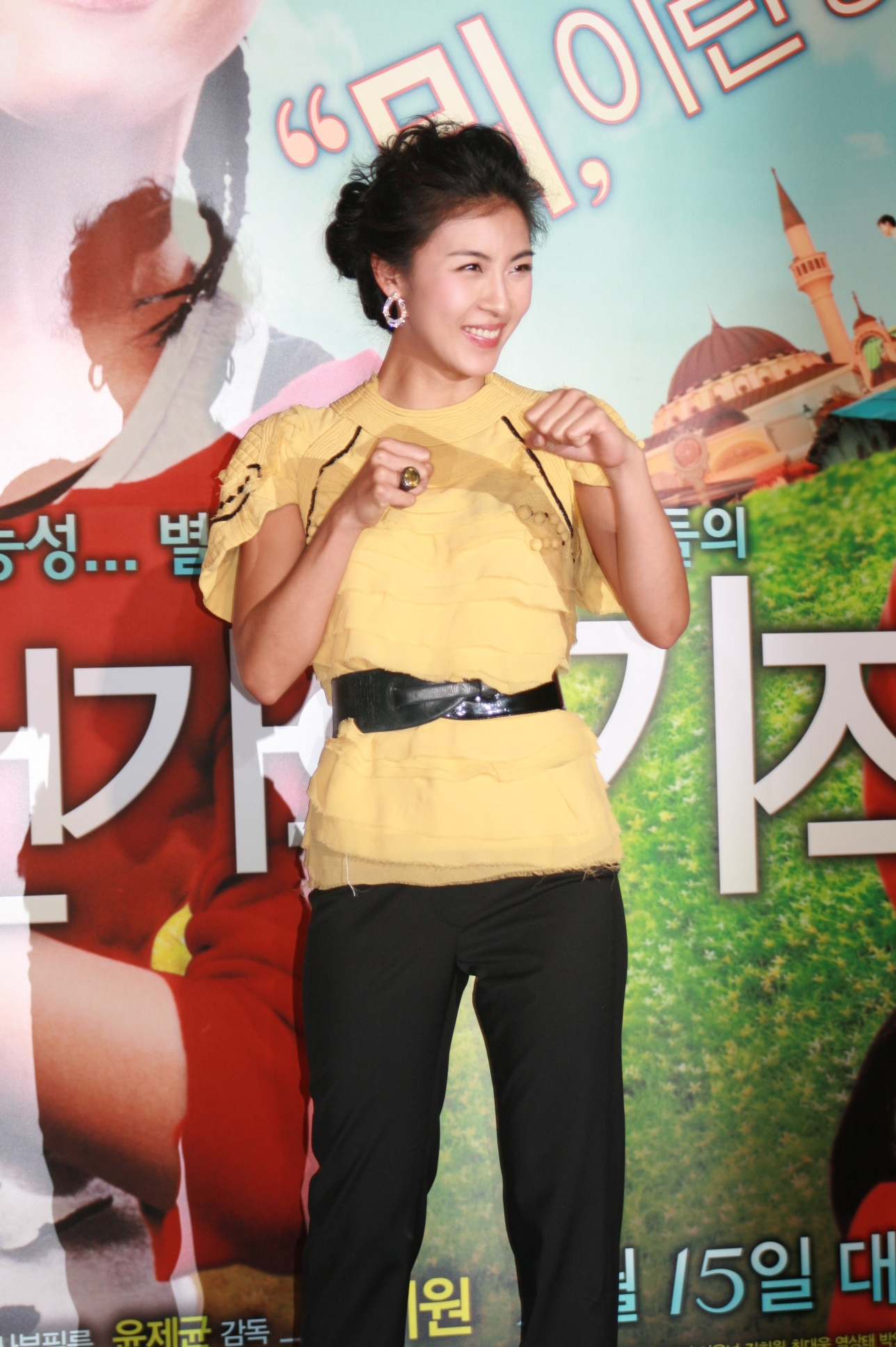
Ha Ji-won durante estreia do filme Miracle on 1st Street em janeiro de 2007.

Em 2007, Ha se desafiou no papel de uma boxeadora no filme de comédia Miracle on 1st Street, que detinha a equipe de produção de Sex Is Zero e se tornou o quinto filme de maior público naquele ano. Ela então assumiu o papel de pianista em Miracle of a Giving Fool, que foi baseado em uma popular webcomic e venceu o Prêmio de Popularidade no Baeksang Arts Awards. Em 2009, Ha trabalhou com o diretor Yoon Je-kyoon pela terceira vez no filme Haeundae, que foi financiado pela CJ Entertainment com um orçamento estimado em 10 a 15 milhões de dólares, um dos maiores para uma produção coreana. Haeundae foi bem recebido pela crítica e pelo público e se tornou na ocasião, o quarto filme de maior bilheteria da Coreia do Sul, dando a Ha a honraria de "Atriz de 10 milhões de filmes", por trazer ao cinema coreano, mais de 10 milhões de público. Ela então estrelou no cinema o melodrama Closer to Heaven, que lhe rendeu os prêmios de Melhor Atriz tanto no Blue Dragon Film Awards quanto no Baeksang Arts Awards.

### 2010-2013: Popularidade internacional
Após uma pausa de quatro anos na televisão, em 2010 Ha fez um retorno muito bem-sucedido através do drama de sucesso Secret Garden, onde desempenhou o papel de uma dublê, que magicamente muda de corpo com um rico CEO. Escrito pela popular roteirista Kim Eun-sook, Secret Garden trouxe alta audiência doméstica e despertou muito interesse em relação a sua moda, frases de efeito e música. Por sua atuação Ha recebeu o prêmio de Melhor Atriz no Grimae Awards.
Ha estrelou o filme 3D de ficção científica, Sector 7. Embora o filme não tenha tido um bom desempenho de bilheteria na Coreia do Sul, o mesmo não ocorreu na China, onde arrecadou mais de 20 milhões de yuans em uma semana, batendo o recorde do filme coreano 200 Pounds Beauty (2006). Para se preparar para seu papel, Ha passava oito horas por dia nadando e treinando com pesos, além disso, adquiriu um certificado de mergulho autônomo e uma licença de automóvel em uma semana para "personificar" sua personagem.
Em 2012, Ha estrelou o drama de história alternativa The King 2 Hearts, interpretando o papel de uma oficial das forças especiais da Coreia do Norte que se casa com o príncipe da Coreia do Sul como estratégia política. Também foi revelado que Ha havia estudado o dialeto norte-coreano para torná-la mais realista e genuína. Ela então atuou no filme esportivo As One, interpretando o papel de uma tenista sul-coreana. Como Ha havia retratado simultaneamente um personagem norte-coreano e sul-coreano na televisão e no cinema, ela foi apelidada de "A Flor da Reunificação" por atravessar as fronteiras das duas nações com seus papéis. No ano seguinte, ela recebeu seu segundo prêmio Daesang por sua atuação no drama histórico Empress Ki, o mesmo alcançou altos índices de audiência durante toda a sua exibição e também foi bem recebido no exterior.

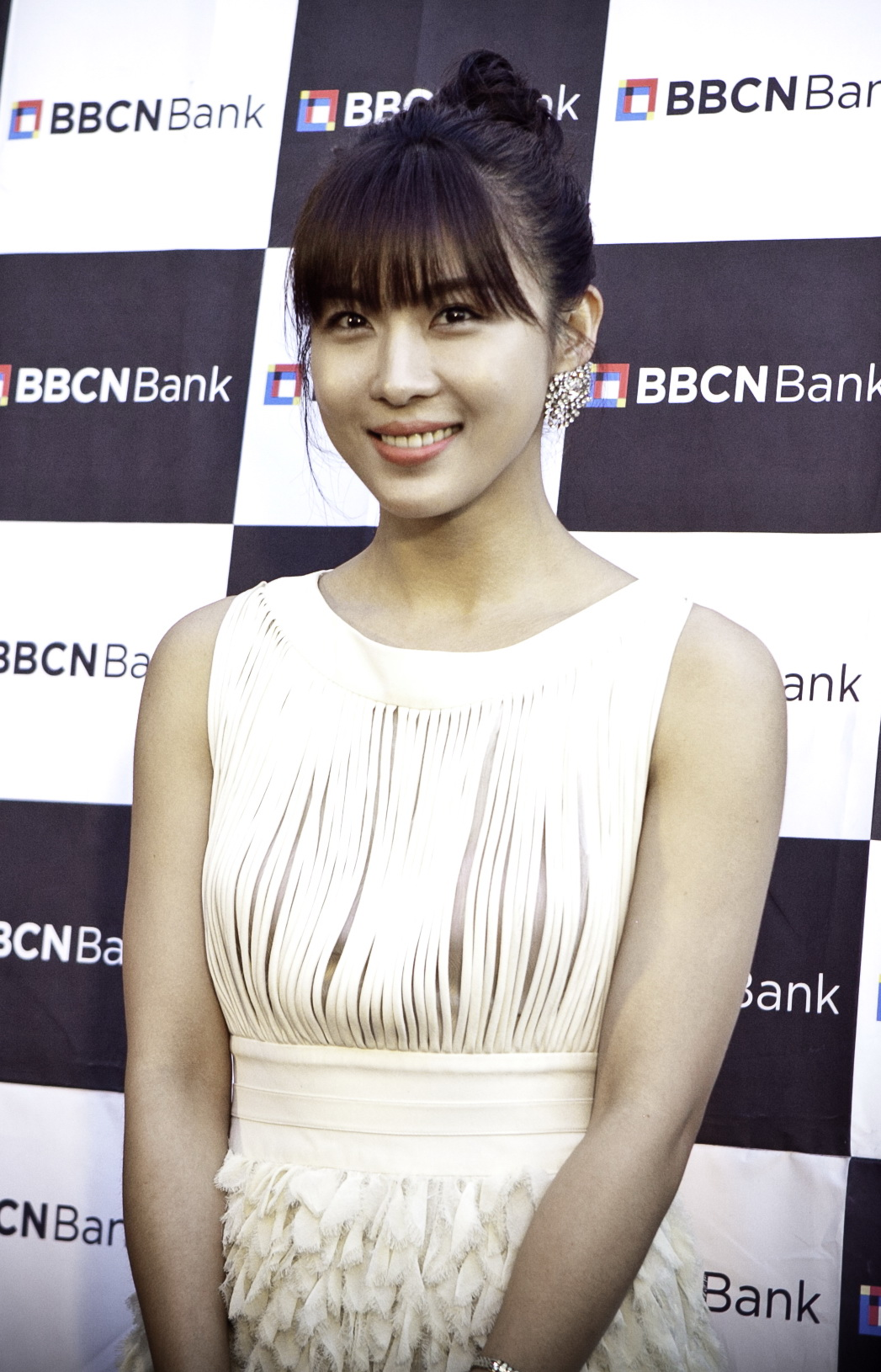
Ha Ji-won em 2012.

### 2014–presente: Estreia em co-produções e programa de variedades
Em 2014, Ha estrelou o filme de ação histórico inspirado em Charlie's Angels, intitulado The Huntresses. No ano seguinte, ela foi escolhida por Ha Jung-woo para interpretar a esposa de seu personagem em seu filme autodirigido, Chronicle of a Blood Merchant, uma adaptação cinematográfica do romance e best-seller chinês de 1995 do mesmo título, escrito por Yu Hua. Posteriormente, estrelou o remake coreano do drama taiwanês In Time with You (2011), que recebeu o título de The Time We Were Not in Love.. No entanto, em contraste com seus dramas anteriores, The Time We Were Not in Love recebeu uma baixa audiência e o desempenho de Ha foi questionado.
Em 2016, ela estrelou o filme de co-produção Coreia do Sul-China, Life Risking Romance. No ano seguinte, interpretou uma assassina em Manhunt, uma coprodução internacional do diretor de Hong Kong, John Woo. Ainda em 2017, Ha retornou a televisão com o drama médico Hospital Ship, atuando como uma cirurgiã. Por sua atuação, venceu o Prêmio Top Excelência no MBC Drama Awards.
Em 2018, Ha se juntou ao programa de variedades com temática espacial Galileo: Awakened Universe da tvN, seu primeiro programa de variedades desde sua estreia. Em 2019, ela retornou ao cinema com o filme Collateral. No mesmo ano, estrelou o romance-melodrama Chocolate.

## Filmografia

### Filmes
| Ano  | Título                        | Papel              |
| ---- | ----------------------------- | ------------------ |
| 2000 | Truth Game                    | Han Da-hye         |
| 2000 | Nightmare                     | Eun-joo / Kyung-ah |
| 2000 | Ditto                         | Seo Hyun-ji        |
| 2002 | Phone                         | Seo Ji-won         |
| 2002 | Sex Is Zero                   | Eun-hyo            |
| 2003 | Reversal of Fortune           | Han Ji-young       |
| 2004 | 100 Days with Mr. Arrogant    | Kang Ha-young      |
| 2004 | Love, So Divine               | Yang Bong-hie      |
| 2005 | All for Love                  | Cameo              |
| 2005 | Daddy-Long-Legs               | Cha Young-mi       |
| 2005 | Duelist                       | Detective Namsoon  |
| 2007 | Miracle on 1st Street         | Myung-ran          |
| 2007 | Sex Is Zero 2                 | Eun-hyo (Cameo)    |
| 2008 | Miracle of a Giving Fool      | Ji-ho              |
| 2008 | His Last Gift                 | Hye-young (Cameo)  |
| 2009 | Tidal Wave                    | Kang Yeon-hee      |
| 2009 | Closer to Heaven              | Lee Ji-soo         |
| 2011 | Sector 7                      | Cha Hae-joon       |
| 2012 | As One                        | Hyun Jung-hwa      |
| 2014 | The Huntresses                | Jin-ok             |
| 2015 | Chronicle of a Blood Merchant | Heo Ok-ran         |
| 2016 | Life Risking Romance          | Han Je-in          |
| 2017 | Manhunt                       | Rain               |
| 2020 | Pawn                          | Seung-yi           |
| ASA  | Portrait of a Family          | Na-mi              |

### Televisão
| Ano       | Título                                            | Papel                          | Emissora |
| --------- | ------------------------------------------------- | ------------------------------ | -------- |
| 1997      | New Generation Report: Adults Don't Understand Us | uma estudante                  | KBS2     |
| 1998      | Dragon's Tears                                    | Na-in                          | KBS2     |
| 1999      | Dangerous Lullaby                                 | Young-eun                      | KBS2     |
| 1999      | School 2                                          | Jang Se-jin                    | KBS2     |
| 2000      | Secret                                            | Lee Ji-eun                     | MBC      |
| 2001      | Life is Beautiful                                 | Yoo Hee-jung                   | KBS2     |
| 2002      | Sunshine Hunting                                  | Park Tae-kyong                 | KBS2     |
| 2003      | Damo                                              | Jang Chae-ok (Jang Jae-hee)    | MBC      |
| 2004      | What Happened in Bali                             | Lee Soo-jung                   | SBS      |
| 2005      | Fashion 70's                                      | participação                   | SBS      |
| 2006      | Hwang Jini                                        | Hwang Jini                     | KBS2     |
| 2010      | Secret Garden                                     | Gil Ra-im                      | SBS      |
| 2012      | The King 2 Hearts                                 | Kim Hang-ah                    | MBC      |
| 2013-2014 | Empress Ki                                        | Ki Seung Nyang                 | MBC      |
| 2015      | The Time We Were Not in Love                      | Oh Ha-na                       | SBS      |
| 2017      | Hospital Ship                                     | Song Eun-jae                   | MBC      |
| 2019–2020 | Chocolate                                         | Moon Cha-yeong                 | JTBC     |
| 2022      | Curtain Call                                      | Park Se-yeon / Geum-soon jovem | KBS2     |

### Apresentação e programas de variedades
| Ano       | Título                     | Emissora | Ref.   |
| --------- | -------------------------- | -------- | ------ |
| 2002-2003 | TV Entertainment Tonight   | SBS      | [ 93 ] |
| 2015      | Go Go with Sister          | OnStyle  | [ 94 ] |
| 2018      | Galileo: Awakened Universe | tvN      | [ 95 ] |

## Discografia

### Álbums
- Home Run (2003)

### Singlesdigitais
- "Now In This Place" (2014)
- "You Are Zoe" com participação de Heechul do ZE:A (2015)

## Prêmios e indicações
| Ano  | Prêmio                                        | Categoria                                      | Trabalho indicado            | Resultado | Ref.           |
| ---- | --------------------------------------------- | ---------------------------------------------- | ---------------------------- | --------- | -------------- |
| 2000 | Grand Bell Awards                             | Melhor Atriz Revelação                         | Truth Game                   | Venceu    | [ 18 ]         |
| 2000 | Busan Film Critics Awards                     | Melhor Atriz Revelação                         | Truth Game                   | Venceu    |                |
| 2000 | Blue Dragon Film Awards                       | Melhor Atriz Coadjuvante                       | Ditto                        | Venceu    | [ 21 ]         |
| 2000 | MBC Drama Awards                              | Melhor Atriz Revelação                         | Secret                       | Venceu    | [ 23 ]         |
| 2001 | Baeksang Arts Awards                          | Melhor Atriz Revelação (TV)                    | Secret                       | Venceu    | [ 24 ]         |
| 2001 | Golden Cinematography Awards                  | Prêmio de Popularidade                         | Truth Game                   | Venceu    | [ 97 ]         |
| 2002 | Blue Dragon Film Awards                       | Melhor Atriz                                   | Phone                        | Indicado  |                |
| 2002 | Korea Visual Arts Festival                    | Prêmio de Fotogenia                            | Sex Is Zero                  | Venceu    |                |
| 2003 | Baeksang Arts Awards                          | Atriz Mais Popular (Filme)                     | Sex Is Zero                  | Venceu    | [ 32 ]         |
| 2003 | MBC Drama Awards                              | Grande Prêmio (Daesang)                        | Damo                         | Indicado  |                |
| 2003 | MBC Drama Awards                              | Prêmio Top Excelência, Atriz                   | Damo                         | Venceu    | [ 36 ]         |
| 2003 | MBC Drama Awards                              | Prêmio de Popularidade                         | Damo                         | Venceu    | [ 36 ]         |
| 2003 | MBC Drama Awards                              | Prêmio de Melhor Casal com Lee Seo-jin         | Damo                         | Venceu    | [ 36 ]         |
| 2004 | Baeksang Arts Awards                          | Melhor Atriz (TV)                              | What Happened in Bali        | Venceu    | [ 39 ]         |
| 2004 | SBS Drama Awards                              | Prêmio Top Excelência, Atriz                   | What Happened in Bali        | Venceu    | [ 98 ]         |
| 2004 | SBS Drama Awards                              | Top 10 Estrelas                                | What Happened in Bali        | Venceu    | [ 98 ]         |
| 2005 | Blue Dragon Film Awards                       | Prêmio de Popularidade                         | Duelist                      | Venceu    | [ 45 ]         |
| 2006 | KBS Drama Awards                              | Grande Prêmio (Daesang)                        | Hwang Jini                   | Venceu    | [ 51 ]         |
| 2006 | KBS Drama Awards                              | Prêmio Top Excelência, Atriz                   | Hwang Jini                   | Indicado  |                |
| 2006 | KBS Drama Awards                              | Prêmio de Popularidade do Internauta           | Hwang Jini                   | Venceu    | [ 99 ]         |
| 2006 | KBS Drama Awards                              | Prêmio de Melhor Casal com Jang Keun-suk       | Hwang Jini                   | Venceu    | [ 100 ]        |
| 2007 | Korean Broadcasting Awards                    | Melhor Atriz                                   | Hwang Jini                   | Venceu    | [ 101 ]        |
| 2007 | BNT Golden Chest International TV Festival    | Melhor Atriz                                   | Hwang Jini                   | Venceu    | [ 102 ]        |
| 2007 | Baeksang Arts Awards                          | Melhor Atriz (TV)                              | Hwang Jini                   | Indicado  |                |
| 2007 | Korea Dance Association Seoul Dance Festival  | Prêmio Mente Bonita                            | Hwang Jini                   | Venceu    | [ 103 ]        |
| 2008 | Asia Model Festival Awards                    | Prêmio de Estrela Popular                      | —                            | Venceu    | [ 104 ]        |
| 2009 | Estee Lauder                                  | Prêmio de Estrela do Ano                       | —                            | Venceu    | [ 105 ]        |
| 2009 | Style Icon Asia                               | Atriz do Ano                                   | —                            | Venceu    | [ 106 ]        |
| 2009 | Style Icon Asia                               | Divertidamente Audaz - Feminino                | —                            | Venceu    | [ 106 ]        |
| 2009 | Mnet 20's Choice Awards                       | Estrela de Cinema Quente (Feminino)            | Haeundae                     | Venceu    | [ 107 ]        |
| 2009 | Korean University Films Festival              | Melhor Atriz                                   | Haeundae                     | Venceu    | [ 108 ]        |
| 2009 | Blue Dragon Film Awards                       | Melhor Atriz                                   | Closer to Heaven             | Venceu    | [ 109 ] [ 58 ] |
| 2009 | Blue Dragon Film Awards                       | Prêmio de Popularidade                         | Closer to Heaven             | Venceu    | [ 110 ]        |
| 2009 | Korea Youth Film Festival                     | Atriz Favorita de Filme                        | Closer to Heaven             | Venceu    | [ 111 ]        |
| 2010 | Baeksang Arts Awards                          | Melhor Atriz (Filme)                           | Closer to Heaven             | Venceu    | [ 59 ]         |
| 2010 | SBS Drama Awards                              | Prêmio Top Excelência, Atriz em Drama Especial | Secret Garden                | Venceu    | [ 112 ]        |
| 2010 | SBS Drama Awards                              | Prêmio de Popularidade do Internauta           | Secret Garden                | Venceu    | [ 112 ]        |
| 2010 | SBS Drama Awards                              | Prêmio de Melhor Casal com Hyun Bin            | Secret Garden                | Venceu    | [ 112 ]        |
| 2010 | SBS Drama Awards                              | Top 10 Estrelas                                | Secret Garden                | Venceu    | [ 112 ]        |
| 2011 | Baeksang Arts Awards                          | Melhor Atriz (TV)                              | Secret Garden                | Indicado  |                |
| 2011 | Seoul International Drama Awards              | Atriz Coreana Excepcional                      | Secret Garden                | Indicado  |                |
| 2011 | Korea Drama Awards                            | Melhor Atriz                                   | Secret Garden                | Indicado  |                |
| 2011 | Grimae Awards                                 | Melhor Atriz                                   | Secret Garden                | Venceu    | [ 28 ]         |
| 2012 | Bucheon International Fantastic Film Festival | Escolha do Produtor                            | —                            | Venceu    | [ 113 ]        |
| 2012 | Mnet 20's Choice Awards                       | 20 Atrizes de Drama                            | The King 2 Hearts            | Indicado  |                |
| 2012 | Seoul International Drama Awards              | Melhor Atriz                                   | The King 2 Hearts            | Indicado  | [ 114 ]        |
| 2012 | Seoul International Drama Awards              | Atriz Coreana Excepcional                      | The King 2 Hearts            | Indicado  |                |
| 2012 | K-Drama Star Awards                           | Prêmio Top Excelência, Atriz                   | The King 2 Hearts            | Indicado  |                |
| 2012 | MBC Drama Awards                              | Prêmio Top Excelência, Atriz em Minissérie     | The King 2 Hearts            | Indicado  |                |
| 2012 | MBC Drama Awards                              | Prêmio de Melhor Casal com Lee Seung-gi        | The King 2 Hearts            | Indicado  |                |
| 2012 | Korea Youth Film Festival                     | Atriz Favorita de Filme                        | As One                       | Venceu    | [ 115 ]        |
| 2013 | MBC Drama Awards                              | Grande Prêmio (Daesang)                        | Empress Ki                   | Venceu    | [ 73 ]         |
| 2013 | MBC Drama Awards                              | Prêmio Top Excelência, Atriz em Drama Especial | Empress Ki                   | Indicado  |                |
| 2013 | MBC Drama Awards                              | Prêmio do PD                                   | Empress Ki                   | Venceu    | [ 116 ]        |
| 2013 | MBC Drama Awards                              | Prêmio de Popularidade, Atriz                  | Empress Ki                   | Venceu    | [ 116 ]        |
| 2013 | MBC Drama Awards                              | Prêmio de Melhor Casal com Joo Jin-mo          | Empress Ki                   | Indicado  | [ 116 ]        |
| 2013 | MBC Drama Awards                              | Prêmio de Melhor Casal com Ji Chang-wook       | Empress Ki                   | Indicado  | [ 116 ]        |
| 2014 | Seoul International Drama Awards              | Melhor Atriz                                   | Empress Ki                   | Indicado  | [ 117 ]        |
| 2015 | SBS Drama Awards                              | Prêmio Top Excelência, Atriz em Minissérie     | The Time We Were Not in Love | Indicado  |                |
| 2015 | SBS Drama Awards                              | Prêmio de Popularidade do Internauta           | The Time We Were Not in Love | Indicado  |                |
| 2015 | SBS Drama Awards                              | Prêmio de Melhor Casal com Lee Jin-wook        | The Time We Were Not in Love | Indicado  |                |
| 2016 | Style Icon Asia                               | Ícone de Estilo                                | —                            | Venceu    | [ 118 ]        |
| 2017 | MBC Drama Awards                              | Grande Prêmio (Daesang)                        | Hospital Ship                | Indicado  |                |
| 2017 | MBC Drama Awards                              | Prêmio Top Excelência, Atriz em Minissérie     | Hospital Ship                | Venceu    | [ 89 ]         |
| 2017 | MBC Drama Awards                              | Prêmio de Popularidade, Atriz                  | Hospital Ship                | Indicado  |                |